# Apiogaster sudrei
Apiogaster sudrei là một loài bọ cánh cứng trong họ Cerambycidae.